# Shocker (Kamen Rider)
Para el villano de Marvel véase: Shocker (cómics).
Shocker (ショッカー Shokkā?) es una malvada organización de la serie Kamen Rider. Es la primera organización malvada que aparece en la saga.

## Historia
Shocker es una organización terrorista que planea conquistar el mundo. Shocker realiza operaciones que modifican la capacidad que lucha humana. Incluso el soldado más básico de Shocker es más resistente, más fuerte y más rápido que el ser humano medio (sin embargo no no necesariamente tan experto como militares profesionales). Los más poderosos de sus fuerzas eran los kaijin, los seres humanos alterados con ADN animal y cibernética para crear armas vivas. Sin piedad, Shocker secuestra a científicos prominentes y los fuerza a menudo trabajar para la organización, después los matan cuando su utilidad no era necesaria. Sin embargo, en una ocasión, al secuestrar al joven universitario Takeshi Hongo, sería el comienzo de su fin. Transformándolo en un saltamontes humano, lo crearon para ser otro de los guerreros cyborg poderosos de Shocker, pero el escapó y se transformó en Kamen Rider Ichigo. Shocker hizo un intento más para crear a un segundo Kamen Rider, pero fue un fracaso, cuando su víctima, Hayato Ichimonji, fue rescatado por el Rider Original, e Ichimonji se transformó en Kamen Rider Nigo. El dúo se conocía como los Double Riders. Esta organización fue destruida por los Double Riders en 1972 durante la serie. Tras su destrucción fue reemplazada por Gel-Shocker.

### Resurrección
Shocker fue reconstituida nuevamente mediante la alteración del tiempo en la futura película Let's Go Kamen Rider. Gracias a la intervención en el pasado, Shocker jamás fue derrotada por Kamen Rider Ichigo y Kamen Rider Nigo, si no que los envoscaron y les lavaron el cerebro para convertirlos en los nuevos generales de Shocker. Con el tiempo, varias nuevas organizaciones se aliaron a Shocker, los cuales ampliaron su poder y lograron cumplir su objetivo de la dominación mundial.
Ahora, con todos los Riders derrotados y con Ichigo y Nigo pelando a favor de Shocker, será trabajo de OOO y New Den-O de restaurar la línea del tiempo a la normalidad.

## Susesores de la organización

### Gel-Shocker
Tras la desintegración de Shocker a manos de los Double Riders, el Líder supremo escapa y funda una nueva organización llamada Gel-Shocker (ゲルショッカー Geru Shokkā?). Es disuelta por los Riders Ichigo y Nigo al desenmascarar al Líder supremo de Gel-Shocker. Fue la primera organización en tener sus propios Riders, llamados Shocker Riders (ショッカーライダー Shokkā Raidā?).

### Neo-Shocker
Neo-Shocker (ネオショッカー Neo Shokkā?) Es la organización susesora a Gel-Shocker y los principales villanos de la serie Skyrider. Fue fundada por el gran jefe Neo Shocker y a pesar de ser considerada la susesora de Gel-Shocker, esta no tenía relación con Gel-Shocker. La verdadera susesora a Gel-Shocker fue Dai-Shocker.
Considerada como la reestructuración de Shocker. Destruida por los 7 riders legendarios y Skyrider.

### Dai-Shocker
Durante la serie Kamen Rider Decade, los protagonistas tras llegar al mundo RX (hogar de Kamen Rider Black RX), descubren que se ha fundado una organización interdimencional dedicada a conquistar todas las realidades. Dai-Shocker (大ショッカー Daishokkā?, "Great Shocker"), susesora de la ya extinta Gel-Shocker, cuenta con numerosos miembros prosedentes de antiguas generaciones. Fue fundada por Apollo Geist (procedente de la serie Kamen Rider X) y sus miembros más destacados son Geist, El Dr Shinigami (miembro original de Shocker), El embajador Hell, el General Jark y Shadow Moon.

### Super Shocker
Fundada por el Coronel Zol y el Dr Shinigami, Super Shocker (スーパーショッカー Sūpā Shokkā?) es la última organización susesora a Shocker y a diferencia de Dai-Shocker, esta cuenta con muchos miembros del Shocker original. Sus miembros más destacados son el Coronel Zol, Dr Shinigami, Bee Woman y el Neo Organismo (este último procede de Kamen Rider ZO). Es disuelta por los riders Decade, Kuuga, Kivala y Diend en alianza con los Kamen Riders de los nueve mundos.

### Nova Shoker
Una nueva organización sucesora de Shocker. Aparece en la película Kamen Rider 1 estrenada en marzo de 2016